# Soziotechnisches System

Das Arbeitssystem als soziotechnisches System

 Unter einem soziotechnischen System versteht man eine organisierte Menge von Menschen und mit diesen verknüpfte Technologien, welche in einer bestimmten Weise strukturiert sind, um ein spezifisches Ergebnis zu produzieren. Es handelt sich um einen Spezialfall eines komplexen adaptiven Systems. Das Verhalten derartiger Systeme unterscheidet sich vom Verhalten sozioökologischer Systeme.

## Ursprung
Der Begriff „soziotechnisches System“ (englisch: sociotechnical systems) geht auf Forschungen durch das Londoner Tavistock Institute (unter anderem im britischen Steinkohlenbergbau) in den 1950er Jahren zurück (Trist & Bamforth, 1951). Als Väter dieses Begriffs werden häufig Frederick Edmund Emery und Eric Lansdown Trist genannt. Eine aus ihren Forschungen abgeleitete Erkenntnis lautet: „Im Allgemeinen muss das Management erkennen, dass der Erfolg eines Unternehmens davon abhängt, wie es als soziotechnisches System funktioniert, nicht einfach als ein technisches System mit ersetzbaren Individuen, die hinzugefügt werden und sich anpassen müssen.“

## Grundbestandteile eines soziotechnischen Systems
Ein soziotechnisches System besteht aus zwei Komponenten (Subsystemen):
- Technische Teilkomponente (z. B. Maschinen entlang einer Produktionsstraße)
- Soziale Teilkomponente (z. B. Mitarbeiter, welche die technische Teilkomponente bedienen und nutzen)

Die Teilsysteme sind voneinander nicht trennbar, sondern es bestehen verschieden ausgeformte Abhängigkeiten.
Beide Subsysteme profitieren aus der Zusammengehörigkeit im soziotechnischen System dadurch, dass menschliche Kommunikation und Mensch-Maschine-Interaktionen wechselseitig aufeinander verweisen und sich unterstützen:
- In der sozialen Teilkomponente wird die Identität, das Selbstverständnis und die Fähigkeit zur Selbstbeschreibung verbessert.
- Durch die Abhängigkeit zum sozialen System wird der Fortbestand und die Weiterentwicklung der technischen Teilkomponente gesichert.

## Systemtheoretische Betrachtungen

Die Sonderstellung des soziotechnischen Systemansatzes in Bezug auf die Systemtheorie

Das hier zu Grunde liegende Verständnis sozialer Systeme knüpft an Luhmanns systemtheoretischen Ansatz an. Von besonderer Bedeutung ist dabei die Beschreibung sozialer Systeme als autopoietische und damit operational geschlossene Einheiten.
Die Verwendung des Begriffs durch Günter Ropohl folgt der durch Luhmann geprägten Sichtweise seit den 1970er Jahren nicht:

„Ein Computer wird erst wirklicher Computer, wenn er zum Teil einer Mensch-Maschine-Einheit geworden ist. Wenn Text geschrieben wird, tut das nicht allein der Mensch, aber es ist auch nicht allein der Computer, der den Text schreibt; erst die Arbeitseinheit von Mensch und Computer bringt die Textverarbeitung zuwege. Da freilich im benutzten Computer immer schon die Arbeit anderer Menschen verkörpert ist, da also die Mensch-Maschine-Einheit nicht nur durch den einzelnen Nutzer gebildet, sondern auch von anderen Menschen mitgeprägt wird, bezeichne ich sie als soziotechnisches System.“

Anders als Luhmanns soziologische Unterscheidung von Technik und sozialen Strukturen, die auf die Möglichkeit zur Herrschaft fokussiert, folgt Ropohls technikphilosophischer Ansatz der Frage nach der expliziten und impliziten Macht der Technik insbesondere im Feld der Arbeit und Industrieproduktion, wie sie schon von Karl Marx gestellt wurde.
Im Gegensatz zu rein technischen Systemen, die als deterministisch betrachtet werden, können Soziotechnische Systeme aufgrund der Mitwirkung von sozialen Komponenten auch nicht-deterministisch sein.